# Тетрик II
Гай Пій Езувій Тетрик (лат. Gaius Pius Esuvius Tetricus), більш відомий як Тетрик II — цезар Галльської імперії, державного утворення, що боролося за незалежність від Риму під час Кризи III століття. Володарював у 273—274 рр. разом зі своїм батьком, імператором Тетриком I. Після поразки римському імператору Авреліану у 274 році обидва Тетрики були взяті в полон.

## Життєпис

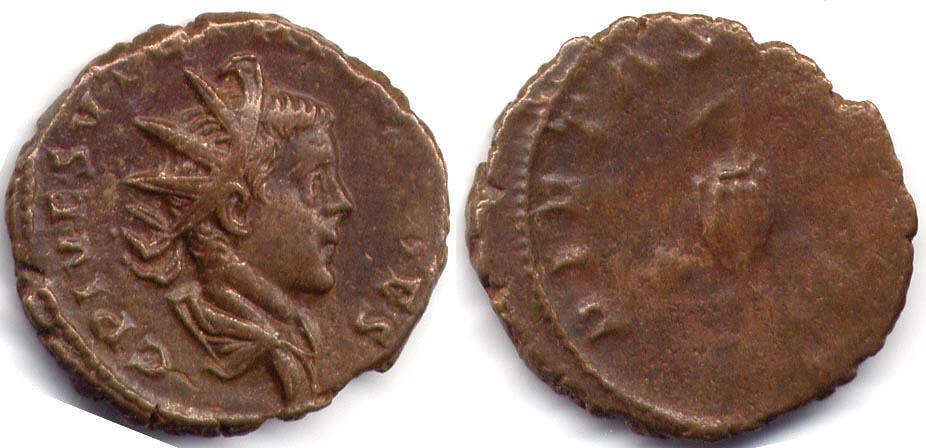
Gaius Pius Esuvius Tetricus

Тетрик II був сином імператора Тетрика I (правив у 271—274 рр.) і мав таке саме ім'я, що і його батько, Гай Пій Езувій Тетрик. Дата його народження та ім'я його матері невідомі. У 273 році Тетрик I надава синові титул Цезаря, щоб додати свою легітимність трону. За іншими даними батько надав йому цей титул в останні дні свого правління.
1 січня 274 р. він увійшов до Августи Треверорум  (сучасний Трір, Німеччина) у своєму першому консульстві, яке поділив з батьком. Деякі монети Тетрика, викарбувані в 274 році, є легендою, яка може натякнути на підйом Тетрика II, але, враховуючи обставини цього періоду та інші особливості, наявні сьогодні в тих же монетах, вважається, що вони, можливо, були видані в спробі забезпечити союз з Авреліаном та визнати його як свого рівного, а не суперника.

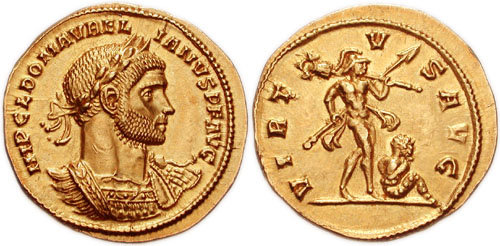
AURELIANUS RIC V 15 (Rome) and 182 (Siscia)-765588.jpg

На початку 274 року імператор Авреліан пройшов на північ від Галлії в той же час, коли його батько повів свої війська на південь від столиці, щоб протистояти йому. Після галльської поразки в битва при Шалоні в лютому, батько та син здалися. З капітуляцією Галльська імперія була знову приєднана до Римської імперії.  На честь цього Авреліан пройшовся вулицями Риму з великою армією разом зі своїми заручниками, зокрема Зенобією, правителькою Пальмірського царства у 267—272, яку в 271—272 роках розгромив Авреліан біля Антіохії та Емеси.
За свідченням Авреліа Віктора, Тетрик II пізніше був помилуваний, і його сенаторський статус був відновлений. Також сказано, що він був дуже розумний і що жоден інший сенатор не був настільки високо цінованим, яким  був Тетрик II у своєму житті. 
Тетрик II разом зі своїм батьком згадуються в переліку Тридцяти тиранів у книзі «Історія Августів».